# Carnificina
Carnificina (Carnage, no original) é um supervilão de HQs do Universo Marvel e um personagem da Marvel Comics, sendo considerado um dos inimigos mais psicopatas do Homem-Aranha e do anti-herói Eddie Brock / Venom. Ele foi criado por David Michelinie e Mark Bagley. Ficou em nonagésimo lugar na lista dos maiores vilões de banda desenhada publicada pela revista IGN.

## História
O nome do hospedeiro é Cletus Cortland Kassidy. O jovem Cletus nasceu em 21 de Junho de 1984, ele não era um bom exemplo de juventude, sendo sempre cínico, cruel e sem bons sentimentos - em suma, um verdadeiro psicopata. Aparentemente Cletus sempre teve um relacionamento conturbado com seus pais. Em uma das ocasiões mais traumáticas de sua vida, Cletus, após ser flagrado torturando seu cachorro, foi atacado por sua mãe. O desespero da mulher era tanto que ela tentou matá-lo, mas ela foi impedida pelo pai de Cletus, que acabou matando-a por espancamento. Cletus não esboçou reação para protegê-la. Após esse incidente, no julgamento de seu pai, ele alegou que sua mãe foi assassinada sem motivo algum. Seu pai foi executado na cadeira elétrica. Agora um órfão, Cletus foi mandado ao Orfanato St. Estes, onde ele recebeu um tratamento hostil e cruel por parte dos outros garotos e dos que ali trabalhavam. Cletus se vingou deles, matando o administrador do orfanato e ateando fogo ao lugar.
Cletus justifica seus atos com uma absurda filosofia de que lei e ordem são perversões. Mais tarde, Cletus agia como assassino em série, mas as autoridades conseguiram pegá-lo. Na prisão, seu companheiro de cela era Eddie Brock. Este era hospedeiro de uma entidade alienígena simbionte, que, juntos, formavam a criatura Venom. Aconteceu que a entidade de Eddie voltou para seu corpo. Venom escapou da prisão, mas deixou um fragmento do alienígena pelas paredes da cela. O tal fragmento eventualmente veio a se fundir com Cletus, e foi dessa união que surgiu Carnificina. O simbionte acabou por ampliar a natureza psicótica de Cletus, tornando-o ainda mais mentalmente instável e perigoso. E ainda, como essa cria do simbionte original nasceu na Terra (não sendo alienígena assim como sua "mãe"), ao contrário de Venom, possui  pouca vulnerabilidade ao som, tornando assim o Carnificina um páreo duro para o Homem-Aranha.

### O primeiro confronto
Após se transformar, Carnificina iniciou sua carreira de homicídios sem sentido ou critério de escolha das vítimas e inicialmente o Homem-Aranha pensou que o culpado das atrocidades seria Venom (Eddie Brock), devido às testemunhas confessarem que o assassino parecia usar um uniforme que estava vivo, mas depois de fazer várias pesquisas e entrevistas como Peter Parker, o herói concluiu que o culpado era o ex-colega de cela de Eddie Brock, Cletus Kassidy. As pistas conduziram o Aranha até o orfanato St. Estes e lá houve o primeiro combate entre ele e Carnificina, mas o vilão escapou.
Concluindo que precisaria de uma ajuda especial para derrotar o novo inimigo, o herói decide recrutar seu amigo Johnny Storm, o Tocha Humana, para juntos trazerem Venom de volta de uma ilha, onde se concluiu o quarto combate entre Venom e o Homem-Aranha. O vilão decidira ficar na ilha após estar convencido de que havia matado o Homem-Aranha, quando na verdade foi enganado pelo herói por meio de uma explosão forjada e um esqueleto falso vestido com o uniforme do Homem-Aranha, enquanto o herói estava a salvo, nadando secretamente até um navio e assim abandonando Venom na ilha deserta. Mas ao ficar perplexo ao ver que o herói aracnídeo ainda estava vivo, Venom reacendeu sua fúria e iniciou uma luta onde por muito pouco não liquida a dupla de heróis. Com dificuldade, o Aranha consegue explicar a situação a Venom e este concorda em ajudá-lo, já que o vilão não achava justo que Cletus usasse sua simbiose para matar inocentes.
Unidos pela primeira vez, Homem-Aranha e Venom trabalham juntos a fim de deter Carnificina, mas este os enfrenta, e quando estava prestes a ser derrotado, sempre fugia. Venom explicou que talvez a força de Carnificina tenha sido o resultado de o simbionte dele ter nascido na Terra e não no mundo de sua origem: a gestação num planeta diferente deu à criatura poderes aperfeiçoados.
A luta definitiva do combate acontece no Madison Square Garden, que estava lotado devido a um show de rock. Em frente a centenas de espectadores, Carnificina pretendia fazer de J. Jonah Jameson, a quem havia sequestrado, um mártir e conseguir seguidores. Homem-Aranha e Venom chegam para impedi-lo e conseguem destruir temporariamente o simbiose de Cletus com altíssimas ondas sonoras. Após a vitória, Venom investe contra o Homem-Aranha e tenta estrangulá-lo para concluir sua vingança, mas é nocauteado por Reed Richards com sua arma sônica, que chegou no último momento junto ao Tocha Humana e salvou o herói da morte.
Carnificina, futuramente, viria a morrer destroçado pelo herói Sentinela.

### Retorno à vida
Foi descoberto mais tarde que, embora Kassidy fora dado como morto, o simbionte o manteve vivo, tornando-se inerte e retornou à Terra. Doppelganger e Shriek voltaram com o pretexto de reparar o simbionte. Usando as propriedades do simbionte, Michael Hall, um concorrente de Tony Stark, cria próteses e exo-trajes que respondem da mesma forma como um simbionte. Uma dessas pessoas, Dr. Tanis Nieves, é equipado com um desses braços protéticos depois que ela se fere em um ataque do Doppelganger. Quando perto do simbionte, seu braço fica fora de controle e força ela a matar vários cientistas e a se fundir com o simbionte, tornando-a um novo Carnificina. O simbionte usa Tanis para invadir uma instalação da Corporação Hall e é revelado que Cletus Kassady está vivo, seu corpo foi preservado pelo simbionte e reparado por próteses de Hall. Kassady se une ao simbionte, se tornando Carnificina novamente. Este então tenta vingar-se de Michael Hall, por ter lhe tirado o simbionte, mas tem em seu caminho Homem-Aranha e Homem de Ferro. É então revelado que Carnificina está "grávida", e prende-se a Shriek temporariamente. Em seguida, o simbionte liga-se mais uma vez a Tanis, criando assim Escárinio (Scorn), que derrota Shriek. Carnificina, no entanto, escapa com Doppleganger e jura retornar com vingança.

## Em outras mídias
Filmes
- É o principal vilão do filme  Venom: Let There Be Carnage da Sony Pictures, sendo interpretado pelo ator Woody Harrelson.

### Desenhos Animados
- É um dos vilões enfrentados pelo Homem-Aranha, na série de 1994, Homem-Aranha: A Série Animada, voz de Scott Cleverton.
- Aparece na série de 1999, Homem-Aranha Sem Limites, é dublado por Michael Donovan.
- Apareceu como Cletus Kasady em O Espetacular Homem-Aranha de 2008.
- É um dos vilões da série de 2012, Ultimate Spider-Man, onde é dublado por Dee Bradley Baker. Em um episódio, Mary Jane se une ao Simbionte se tornando a Rainha Carnificina, Rainha de todos os simbionte vermelha, mais tarde ela usa o simbionte para boas ações e se torna a Mulher-Aranha o seu uniforme/simbionte se assemelha com do Aranha Escarlate dessa mesma animação.

### Videogames
- Aparece em  Ultimate Spider-Man
- É um personagem secreto em Marvel vs. Capcom, desbloqueado após concluir o jogo com o personagem Venom, sendo apenas uma versão de cor vermelha e certamente mais veloz e poderosa do mesmo.
- É o último chefe do jogo Spider-Man (2000), onde ocorre uma fusão monstruosa do Carnificina e o Dr. Octopus.
- É o vilão principal dos jogos Spider-Man & Venom: Maximum Carnage e Spider-Man & Venom: Separation Anxiety.
- Aparece no jogo Spider-Man: Shattered Dimensions.
- Aparece no jogo Marvel: Ultimate Alliance 2.
- Aparece no jogo Marvel Torneio de Campeões.
- Aparece no jogo Lego Marvel Super Heroes e Lego Marvel Super Heroes 2.
- É o último chefe do jogo The Amazing Spider-Man 2 , nas versões do PS3, X360, PS4, XONE e PC.
- É um personagem do jogo Marvel Future Fight para Mobile.